# André Auclair
Pour les articles homonymes, voir Auclair.
André Auclair, né à Paris 13e le 5 mars 1893 et mort à Saint-Thomé le 22 novembre 1976, est un peintre, sculpteur, céramiste et graveur français.

## Biographie

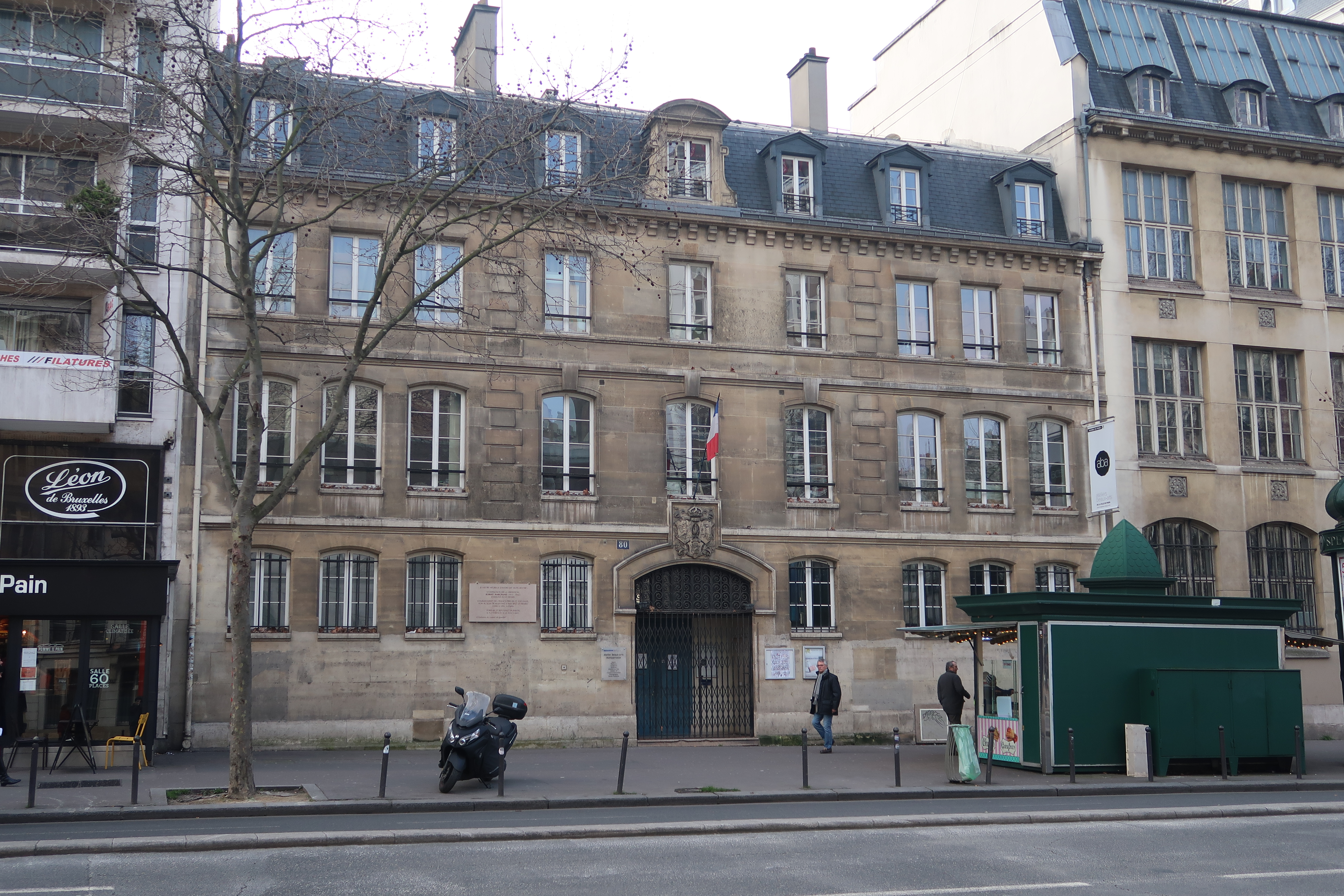
Ateliers des Beaux-Arts, 80 boulevard du Montparnasse

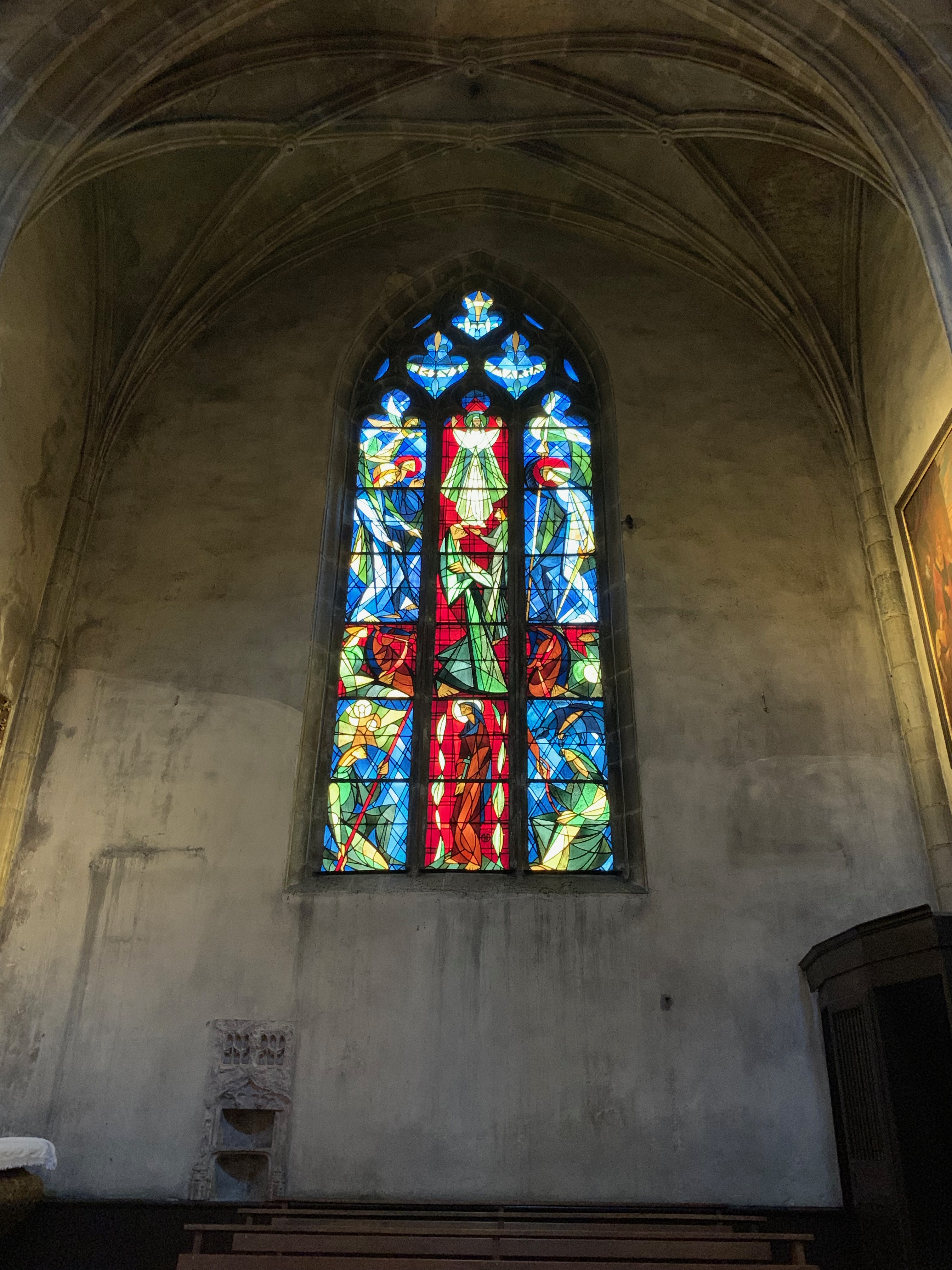
La vie de Jeanne d'Arc, co-cathédrale Notre-Dame de l'Annonciation de Bourg-en-Bresse

Membre de la Société des artistes indépendants, il exposa des dessins, des sanguines et des portraits à plusieurs Salon des Tuileries. En 1938, il brule une grande partie de ses œuvres.
Enseignant aux ateliers des Beaux-Arts du 80, boulevard du Montparnasse, il y a notamment pour élèves Édouard Pignon et Marcel Mouly.

## Œuvres

### Fresques murales
- Mairie de Le Pouzin, deux peintures murales grand format de 1957.
- Église Saint-Jean l'Évangéliste de Cachan.
- Église Saint-Jacques-le-Majeur de Montrouge, peinture en noir, blanc et gris sur plâtre, grand panneau du chœur.

### Bibliophilie
- André Auclair, Les Quatre chevaux de Diomède, quinze gravures sur bois, cent exemplaires numérotés, chez l'artiste, 1943.

### Vitraux
- Co-cathédrale Notre-Dame de l'Annonciation de Bourg-en-Bresse, trois vitraux :
  - Les Martyrs de Lyon, 177.
  - La vie de Jeanne d'Arc.
  - Commémoration de la guerre de 1914-1918.

## Expositions
- Exposition de l'Association des écrivains et artistes révolutionnaires, Paris, 1934.

## Collections publiques
- Centre d'Art et d'Histoire André-Auclair, Cruas[4].